# Водные ресурсы Астраханской области

## Общие сведения
Поверхностные воды Астраханской области представлены рекой Волгой с многочисленными водотоками (около 900 единиц), пресными и солёными водоёмами (около 1000 единиц) и крупнейшим замкнутым водоёмом планеты — Каспийским морем.

## Речная система
Река Волга — самая длинная река в Европе (3700 км); её протяжённость в пределах Астраханской области составляет более 400 км.
На территории Астраханской области Волга в условиях аридного климата не принимает ни одного притока. У города Волжского от Волги отделяется к востоку крупный рукав — Ахтуба, которая на всём протяжении течёт параллельно основному руслу, удаляясь от него на расстояние от 7 до 30 км и образуя обширную Волго-Ахтубинскую пойму. Протяжённость Волго-Ахтубинской поймы от начала до вершины дельты Волги составляет около 450 км; площадь поймы — около 7 500 кв. км.
Волго-Ахтубинская пойма занимает низменное пространство, заливаемое речными водами в период половодья. Правый берег Волги крутой, активно подмываемый и разрушаемый, левый — пологий, плавно переходящий в островную поверхность поймы, покрытую пышной луговой и древесной растительностью.
Дельта Волги — одна из крупнейших дельт в мире; её площадь составляет 11 000 кв. км. Волжская дельта имеет вид почти правильного треугольника. Вершиной современной дельты служит узел отделения от реки Волги и левого крупного дельтового рукава Бузана в 50 км выше города Астрахани.

## Озёра
Озёра Астраханской области представлены большим количеством водоёмов, различающихся по размерам, гидрологическому и гидрохимическому режимам и по происхождению. По происхождению они делятся на тектонические, запрудные и смешанные, по химическому составу — на пресные и солёные.
К тектоническому типу относится озеро Баскунчак. Оно представляет собой мульду, прогибание которой компенсируется осадконакоплением преимущественно в виде соляной толщи. В плане озеро имеет правильную форму с общей ориентацией в северо-западном направлении. Наибольшая протяжённость озера — 18 км, ширина колеблется в пределах 6—9 км, общая площадь 106 кв. км, поверхность соли — 21,3 м. Солёность рапы в озере достигает 300 промилле.
Большое количество озёр расположено в дельте Волги. Они носят местное название — ильмени. Распределение их в дельте неравномерное. В западной и восточной её частях (зоны западных и восточных подстепных ильменей) ильмени занимают соответственно около 31 % (5907 кв. км) и 14 % (2644 кв. км) от площади всей дельты. Минимальное число озёрных объектов характерно для центрального района дельты.
Питание ильменей происходит в основном в период половодья, посредством ериков, соединяющих ильмени с более крупными дельтовыми водотоками. Только небольшая часть ильменей сохраняет связь с водотоками

## Подземные воды
Подземные воды широко распространены по территории области и залегают на разных глубинах. Они подразделяются на грунтовые и подземные (межпластовые).
Грунтовые воды приурочены к первому водоупорному горизонту и залегают на глубине от 0,5 до 50 м. Наиболее близко к поверхности эти воды залегают в приречных районах и пониженных участках рельефа. Они достаточно сильно минерализованы, загрязнены и в практических не используются. В то же время в районе озера Баскунчака хазарские воды пресные и являются источниками водоснабжения посёлка Нижнего Баскунчака.
Межпластовые воды находятся в водоносных слоях между пластами водоупорных пород. Большей частью межпластовые воды характеризуются повышенной минерализацией и рекомендуются к использованию в лечебных целях.
Подземные воды некоторых районов области содержат высокие промышленные концентрации йода и брома (глубина залегания — 300—350 м). Проектов промышленного освоения таких месторождений пока нет.